# Svárov (Zlín)
Svárov é uma comuna checa localizada na região de Zlín, distrito de Uherské Hradiště.